# Dique El Cadillal

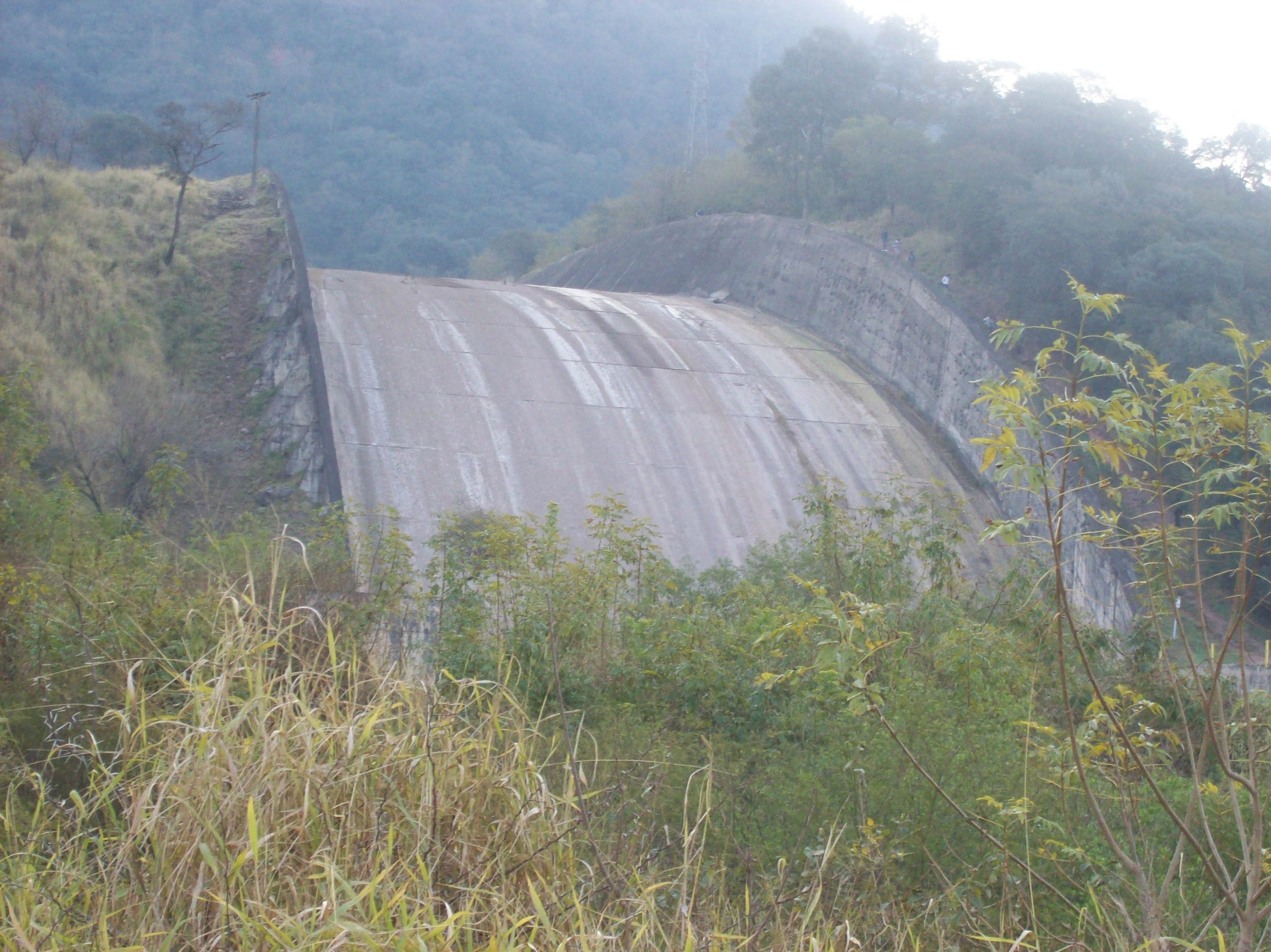
Vertedero, vista frontal.

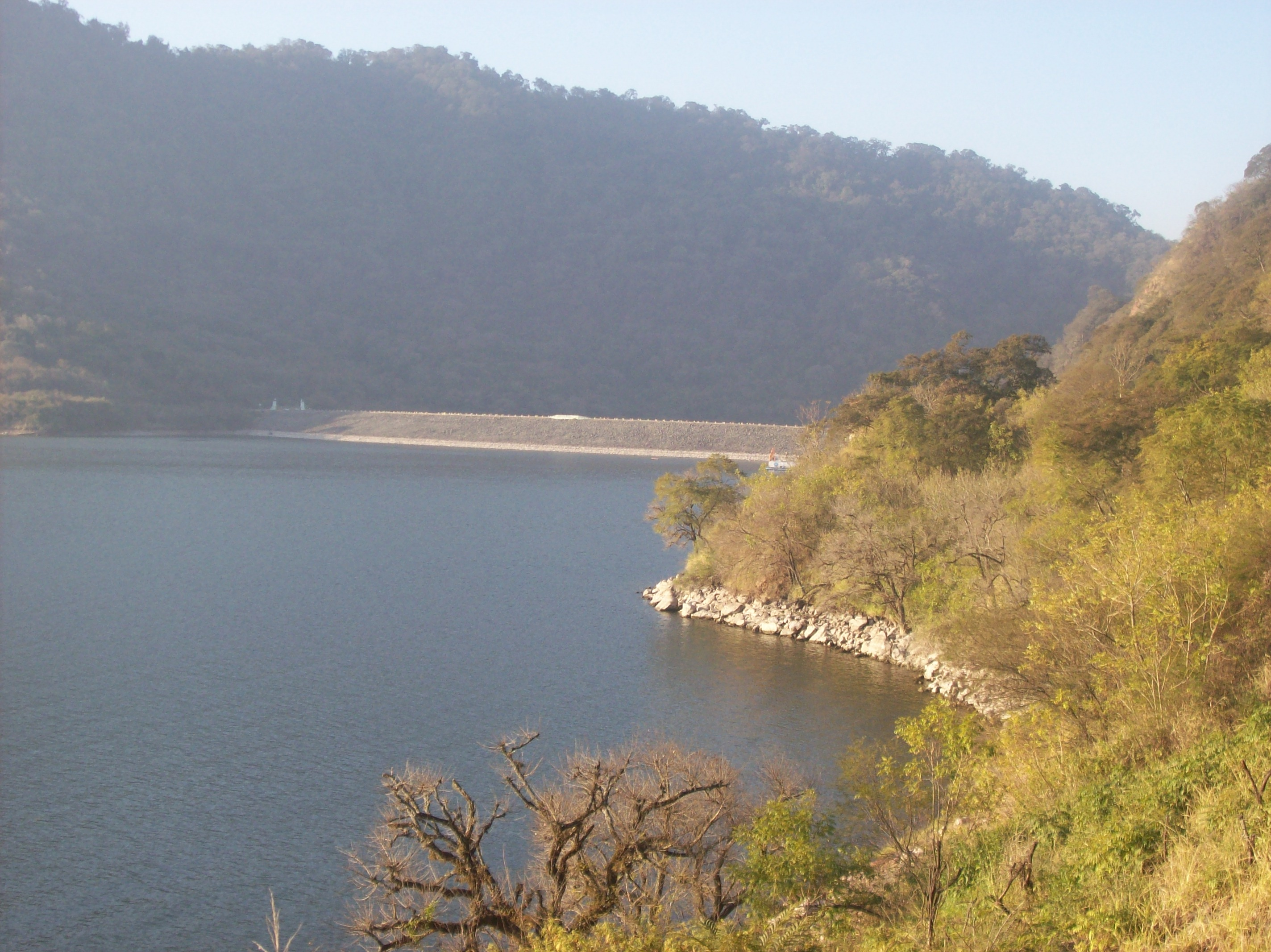
Embalse y vegetación circundante.

El Dique El Cadillal, oficialmente Dique Celestino Gelsi, es una represa de embalse ubicado sobre el río Salí, en la provincia de Tucumán, unos 21 km aguas arriba de la ciudad de San Miguel de Tucumán.

## El dique
La presa es de material suelto —un núcleo de arcilla y revestimiento de rocas— de planta curva y con presas laterales. La presa principal tiene 72 m de ancho de coronación, con tres presas laterales 385 m adicionales. El vertedero, ubicado aguas arriba sobre su margen derecha, tiene forma de embudo con perfil Creager, sin compuertas, formado por un muro circular de 22 m de alto, que descarga a través de un túnel de 377 m de largo. Contiene también una toma para agua potable en el cuenco disipador y un vertedero auxiliar de emergencia con canal evacuador. El descargador de fondo dispone de compuertas y válvulas disipadoras en sus extremos. En total, se excavaron 2 800 000 m³ de roca y tierra, y se utilizaron 4 735 000 m³ de materiales en su construcción. Posee una galería interna de inspección de filtraciones.
La central hidroeléctrica, ubicada en la margen derecha del río, está servida por dos turbinas de eje vertical tipo Deriaz, aprovecha un salto de 53,8 m de altura con una potencia instalada de 13 MW, que produce anualmente un promedio de 52 GWh. En el año 1979 llegó a producir un máximo de 74,8 GWh.
Los primeros estudios para la construcción del dique comenzaron en 1889, pero —tras un proyecto trunco iniciado en 1943— se cambió la ubicación y comenzó su construcción en 1962, siendo finalizado en 1965. Fue privatizado en 1996, cuando se hizo cargo de su explotación la empresa Hidroeléctrica Tucumán S.A.
Además de proveer de energía eléctrica a través de una línea de alta tensión de 132 kV, dispone de una planta potabilizadora, que provee aproximadamente el 56% del agua consumida por la ciudad de San Miguel de Tucumán. Unos 7 km aguas abajo, se construyó también el dique compensador La Aguadita, que facilita el riego de aproximadamente 35 000 ha, aunque se había previsto regar hasta 50 000 ha. La utilización de las aguas del embalse está regulada por el Tratado del Río Salí, firmado por las provincias de Tucumán y Santiago del Estero, que limitan el uso de las aguas que puede hacer la provincia en que está ubicada.
Aguas arriba del embalse, el avance de la agricultura ha causado la erosión masiva de terrenos, que llevan una gran cantidad de sedimentos hacia el río Salí. En años de excepcional aumento del contenido de sedimentos en el agua de toma, se ha dispuesto una balsa desde la cual se bombea directamente al cuenco del aliviador, para alimentar la planta de potabilización de agua con menor contenido de materiales en suspensión. El ingreso de sedimentos al embalse también ha causado una reducción significativa del volumen útil de regulación del embalse, que en el año 2004 se calculaba en un 35%.

## El embalse
El embalse resultante, de 1283 hectáreas de extensión en su altura máxima, es el espejo de agua más grande de la provincia de Tucumán, excepción hecha de la superficie que le corresponda a ésta del Embalse de Río Hondo, compartido con Santiago del Estero.
Es un importante centro recreacional, muy popular entre los habitantes de la capital provincial. La villa turística de El Cadillal cuenta con amplios servicios para el descanso y los deportes acuáticos. Una aerosilla ubicada en las inmediaciones permite apreciar mejor el paisaje circundante. Un catamarán turístico navega el espejo de agua.
En la villa se puede visitar un museo arqueológico y una réplica de un anfiteatro griego al aire libre. Desde allí se pueden hacer recorridos turísticos en zona de selvas, y el Viaducto El Saladillo, hecho con cinco millones de ladrillos en 1881, y por donde circularon los trenes hasta 1927 cuando fue reemplazado por un viaducto metálico.
Durante el 2019, el gobierno de Tucumán, inició la revalorización del Cadillal. Se creó el Complejo Puerto Argentino, que incluye  una diversidad de servicios turísticos. Entre ellos Mas40.Bike, un sistema de alquiler de bicicletas que permite recorrer los bellos paisajes que rodean a El Cadillal.[cita requerida]
En el embalse se puede practicar también la pesca, especialmente de pejerreyes, protegidos por vedas que impiden su depredación.